# Anoreina triangularis
Anoreina triangularis là một loài bọ cánh cứng trong họ Cerambycidae.